# Cratere Rubria
Rubria è un cratere sulla superficie di 4 Vesta.